# Voltastraat (Amsterdam)
De Voltastraat is een straat in Amsterdam-Oost, Watergraafsmeer, wijk Middenmeer.
De straat kreeg net als het nabijgelegen Voltaplein 23 december 1927 haar naam; een vernoeming naar wetenschapper Alessandro Volta, naamgever van de eenheid van elektrische spanning volt. De straat begint aan het Voltaplein en loopt naar het Archimedesplantsoen.
De straat is amper 25 meter lang en dient als af- en aanvoerroute tot genoemd plein. Aan de noordzijde staan de gebouwen met de oneven huisnummers 1 en 3. Aan de zuidzijde kent het huisnummers 2 tot en met 12. De oneven huisnummers uit 1934 maken deel uit van een complex aan plantsoen, straat en plein; het is ontworpen door architect Jop van Epen in de stijl van de Amsterdamse School. Vlak na oplevering kwam de architect het fotograferen. De zuidkant uit 1931 is ontworpen door Jacobus Jerphanion (1897-1988), die samenwerkte met Arend Jan Westerman, die het aansluitende blokje aan het plein ontwierp.
Er is geen kunst in de openbare ruimte te vinden; de straat is vanwege haar nauwte niet geschikt voor openbaar vervoer.

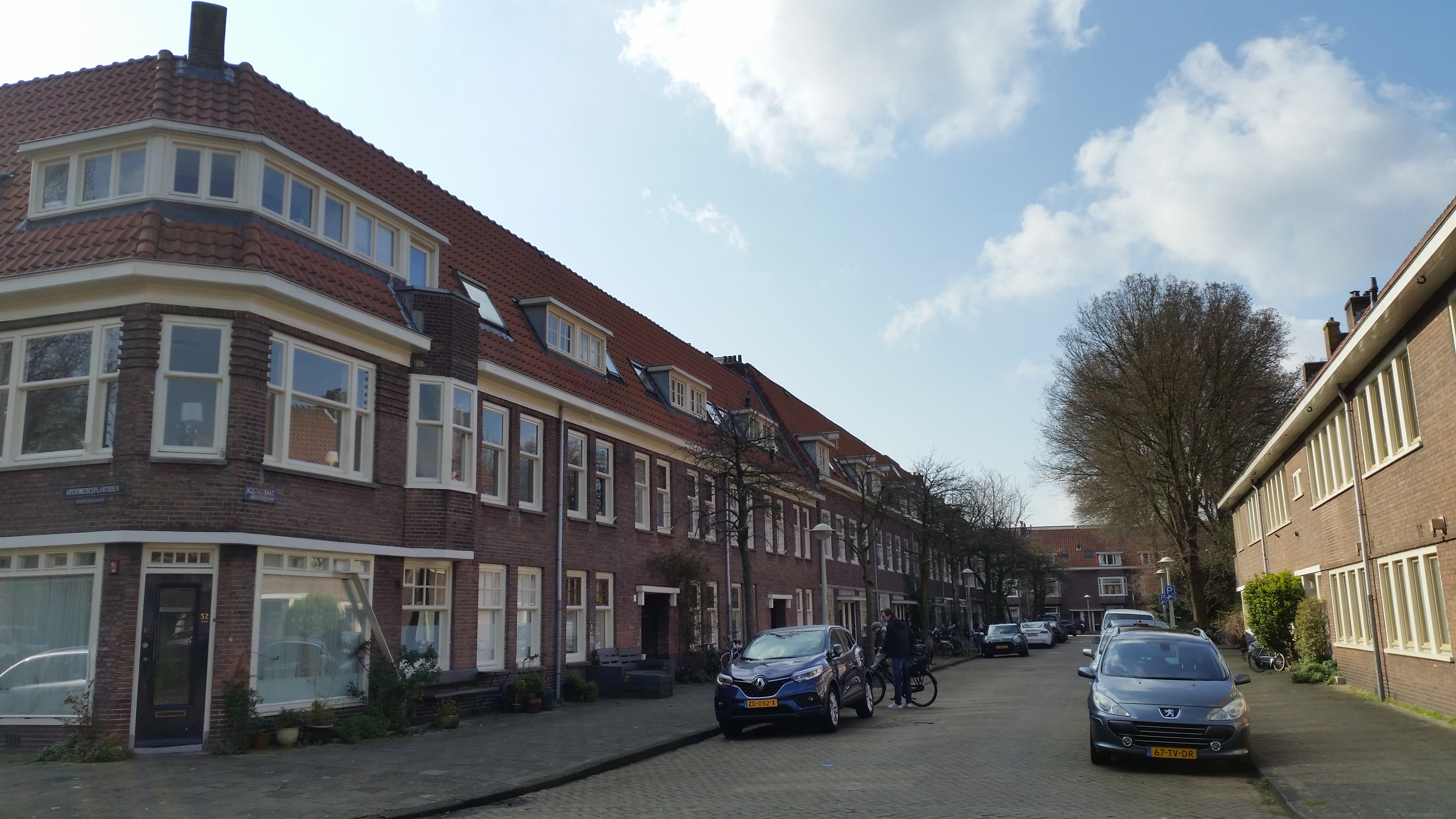
Voltastraat 2-12 houdt op bij uitkragend dak (maart 2020)